# Kubaamazone
Die Kubaamazone (Amazona leucocephala) auch Kuba-Amazone ist eine Papageienart aus der Gattung der Amazonenpapageien. Sie ist eine der endemischen Neuweltpapageien, deren Verbreitungsgebiet auf die Insel Kuba und mehrere kleine Nebeninseln begrenzt ist. Wie zahlreiche andere Amazonen ist auch die Kubaamazone in ihrem Bestand bedroht.

## Erscheinungsbild
Wie alle Amazonenpapageien weist auch die Kubaamazone ein überwiegend grünes Körpergefieder aus. Dieses ist jedoch an Hals und Körperunterseite auffällig schwarz gesäumt. Stirn und Augenpartie sind wie gefiedert. Wangen, Kinn und Kehle sind dagegen rosarot gefärbt. Der Schnabel und die Beine sind fleischfarben. Die Körperlänge beträgt zwischen 30 und 32 Zentimeter.

## Unterarten und Verbreitungsgebiet

Verbreitungsgebiet der Kubaamazone (grün)

Die Anzahl der Unterarten schwankt je nach Autor. Die Amazonenspezialisten John und Pat Stoodley nennen fünf Unterarten, schließen jedoch nicht aus, dass möglicherweise nur drei Unterarten existieren, da sich einzelne Unterarten nur durch ihre Körpergröße unterscheiden. Die von Carl von Linné beschriebene Nominatform A. l. leucocephala (wörtlich: die „weißköpfige Amazone“) kommt im zentralen und östlichen Kuba vor. A.l. palmarum ist in seiner Verbreitung dagegen auf das westliche Kuba und die Insel Pinos beschränkt. Auf Grand Cayman lebt die Unterart A. l. caymanensis. Die Unterart A. l. hesterna kommt auf Cayman Brac und Little Cayman vor. A. l. bahamensis lebt auf den Inaguainseln und auf Abacao, die zu den Bahamas gehören.

## Stimme
Kubaamazonen verfügen über eine laute Stimme. Die Rufe werden als metallisch beschrieben. Die leiser geäußerten Kontaktlaute ähneln einem weichen „cre“ und „ak“.

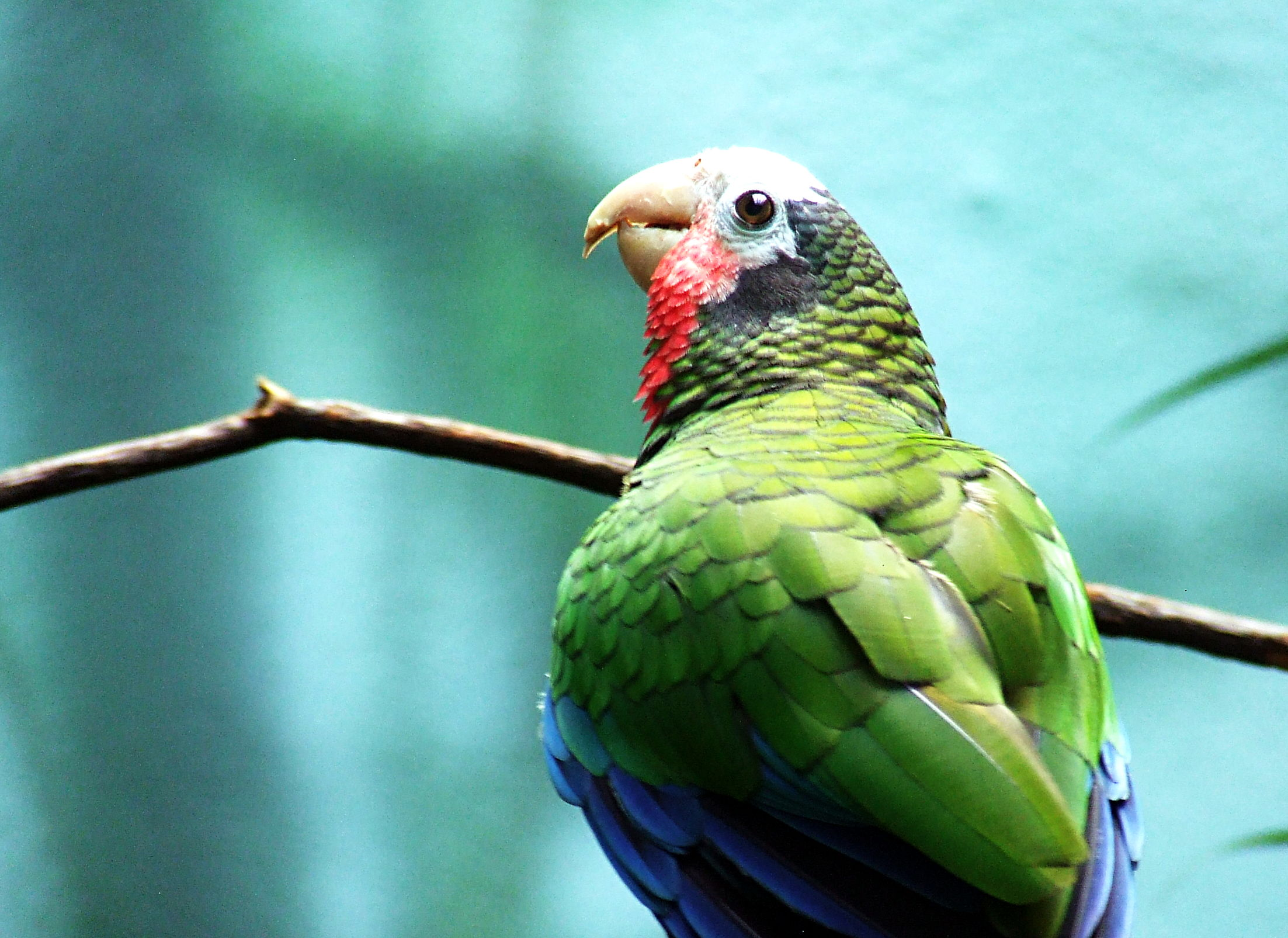
Kubaamazone, Nahaufnahme

## Lebensraum und Nahrungsspektrum
Kubaamazonen kommen in allen Waldtypen außer Mangrovenwäldern vor. Sie kann auch in landwirtschaftlich genutzten Lebensräumen auftreten, die eine große Anzahl von Frucht und Samen produzierenden Bäumen enthalten. In Orangenplantagen können sie teilweise sogar schwere Schäden anrichten. Auf Grand Cayman ist sie auch in ariden Tieflandwäldern und Sumpfgebieten zu finden. Ihr Nahrungsspektrum umfasst wie bei fast allen Amazonen Sämereien, Nüsse, Beeren, Blattknospen und Blüten.

## Fortpflanzung
Kubaamazonen nutzen Bruthöhlen, die sich entweder in Bäumen oder in Kalksteinfelsen befinden. Als Nistplätze genutzte Baumhöhlen befinden sich in der Regel sechs Meter über dem Erdboden. Kalksteinhöhlen, wie sie vor allem die Unterart A. l. bahamensis nutzt, liegen zwischen 90 und 300 Zentimeter unter der Erde. Die Gelegegröße beträgt etwa zwei bis drei Eier. Sie werden lediglich vom Weibchen bebrütet. Die Jungvögel schlüpfen nach etwa 28 Tagen.